# Lanterna (architettura)

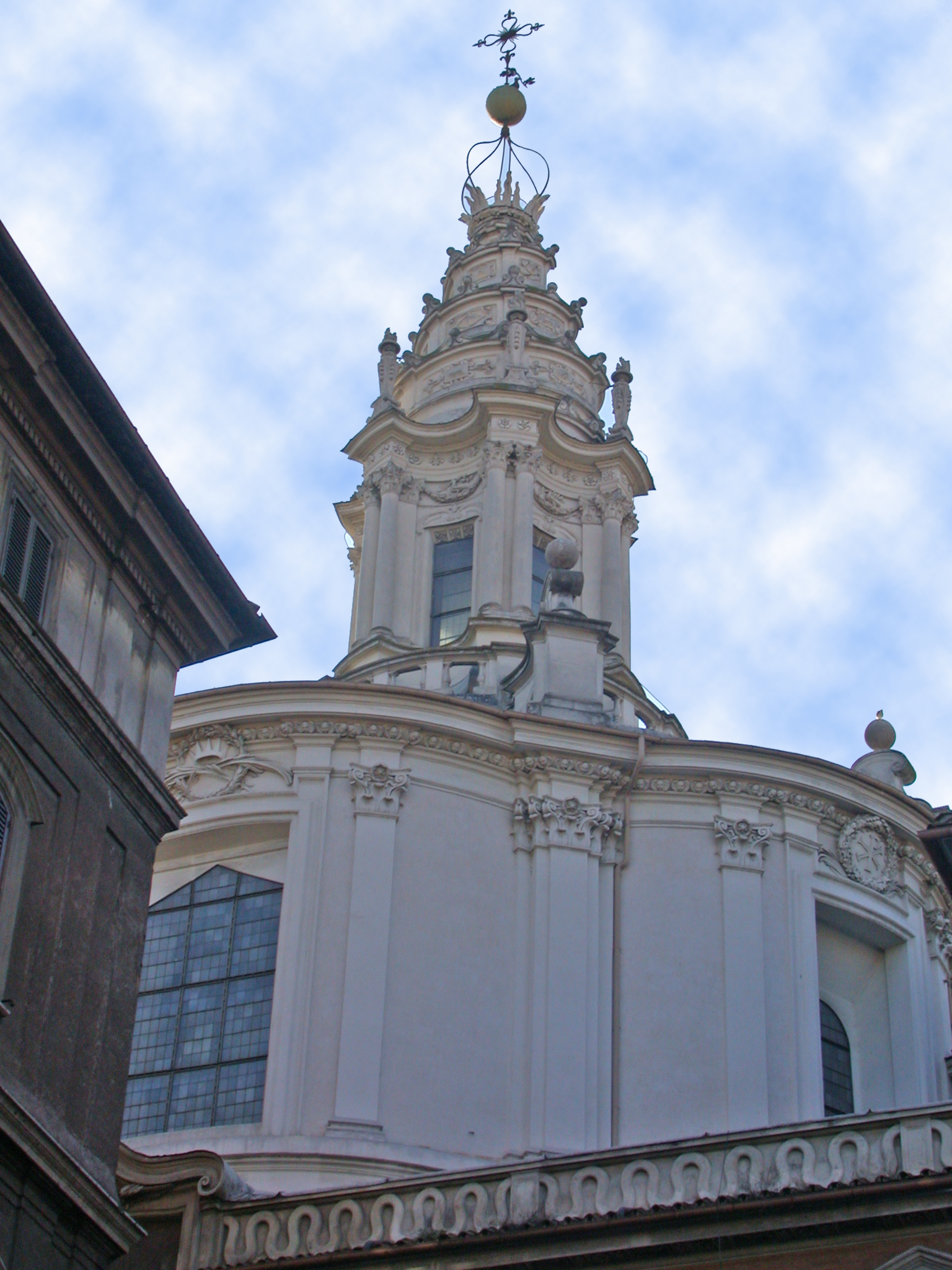
La lanterna di Sant'Ivo alla Sapienza (Roma) di Francesco Borromini, famosa per l'andamento a spirale

La lanterna in architettura è la struttura posta alla sommità di una cupola.
A pianta circolare o poligonale si apre all'interno direttamente sulla cupola, senza piano di calpestio. La funzione è quella di dare luce alla cupola stessa, che può dare aria all'insieme sottostante, essendo provvista di pareti verticali nelle quali è possibile aprire finestre. Per questa ragione, oltre per similitudine di forma, ha il nome di "lanterna".
Sulla punta della lanterna in genere vengono installate palle in bronzo sormontate da croci, simbolo dell'universalità del Cristianesimo.
A partire dal Rinascimento, gli artisti si sono sbizzarriti nel pensare forme e soluzioni originali per le lanterne, dando ad esse massima importanza quali elementi distintivi che si stagliano nel cielo.
La massima varietà e fantasia si è forse raggiunta a Roma, dove nel panorama cittadino ciascuna cupola presenta una lanterna diversa.